# Taraxella hillyardi
Taraxella hillyardi là một loài nhện trong họ Salticidae.
Loài này thuộc chi Taraxella. Taraxella hillyardi được Fred R. Wanless miêu tả năm 1987.